# Listă de personalități din Budapesta
Această listă de personalități marcante din Budapesta cuprinde o enumerare alfabetică a celor mai reprezentative persoane născute în capitala Ungariei sau al căror nume este legat de acest oraș.

## A
- Gusztáv Abafáy (1901 - 1995), scriitor, istoric;
- György Aczél (1917 - 1991), scriitor, politician politician;
- János Aczél (n. 1924 - 2020), matematician, emigrat în Canada;
- Károly Aggházy (1855 - 1918), pianist, compozitor;
- Pál Almásy (1906 - 2003), scriitor, jurnalist, artist fotograf;
- Ignác Alpár (1855 - 1928), arhitect, scriitor;
- Géza Anda (1921 - 1976), pianist;
- Eve Angel (n. 1983), actriță porno.
- Maximilian de Angelis (1889 - 1974), general;;
- Frontz Antal (1889 - 1928), fotbalist, antrenor;
- József Antall  (1932 - 1993), istoric, om politic;
- István Apáthy (1863 - 1922), biolog;

## B
- Gizi Bajor (1893 - 19510, actriță;
- Victor Basch (1863 - 1944), germanist și estetician francez;
- Éva Bednay (1927 - 2017), pictoriță;
- Georg von Békésy (1899 - 1972), biofizician, laureat Nobel;
- Marcell Benedek (1885 - 19690, profesor universitar, scriitor;
- Gyula Benkő (1918 - 1997), actor;
- Mihail G. Boiagi (1780 - ?), profesor aromân;
- Géza von Bolváry (1897 - 1961), actor, scenarist, regizor;
- Elza Brandeisz (1907 - 2018), profesoară, dansatoare;
- Márton Bukovi (1903 - 1985), fotbalist, antrenor;

## C
- Cornell Capa (1918 - 2008), fotograf, emigrat în SUA;
- Anna Marie Cseh (n. 1977), fotomodel, actriță;
- Krisztina Czakó (n. 1978), patinatoare;
- Anna Czóbel (1918 - 2012), profesoară universitară, directoare de imagine.

## D
- György Dalos (n. 1943), istoric, scriitor;
- Leon Silviu Daniello (1898 - 1970), medic român, membru al Academiei Române;
- Kristóf Deák (n. 1982), regizor, scenarist;
- Anna Deréky (1872 - 1950), artist plastic.

## E
- Loránd Eötvös (1848 - 1919), fizician;
- Paul Erdős (1913 - 1996), matematician.

## F
- Dorottya Faluvégi (n. 1998), handbalistă;
- Csaba Fenyvesi (1943 - 2015), scrimer;
- Bonifaciu Florescu (1848 - 1899), publicist, traducător, critic literar român;
- Freddie (n. 1990), cântăreț;
- George Friedman (n. 1949), analist politic american;

## G
- Jolie Gabor (1896 - 1997), mama actriței Zsa Zsa Gábor;
- Zsa Zsa Gábor (1917 - 2016), actriță, cântăreață;
- Béla Guttmann (1899 - 1981), fotbalist, antrenor.

## H
- József Árpád Habsburg (1933 - 2017), arhiduce de Austria;
- Hedviga de Anjou (1373 - 1399), fiica lui Ludovic I al Ungariei;
- Nándor Hidegkuti (1922 - 2002), fotbalist, antrenor.

## I
- Anna Iagello (1503 - 1547) soție a împăratului Ferdinand I;

## K
- Ján Kadár (1918 - 1979), scenarist, regizor;
- Ágnes Keleti (n. 1921), gimnastă;
- André Kertész  (1894 - 1985), fotograf, emigrat în SUA;
- Beatrix Kökény (n. 1969), handbalistă;
- Ernő Kolczonay (1953 - 2009), scrimer;
- Gábor Kósa (n. 1971), istoric, sinolog;
- Ilona Koutny (n. 1953), lingvist.

## L
- Viktória Lukács (n. 1995), handbalistă.

## M
- Bálint Magyar (n. 1952), om politic;
- Fábián Marozsán (n. 1999), tenismen.

## N
- Pavel Nenadovici (1703 - 1768),  mitropolit de Carloviț.

## P
- Barbara Palvin (n. 1993), fotomodel;
- Nikolett Papp (n. 1996), handbalistă;
- Ági Pataki (n. 1951), fotomodel, producător de film.

## R
- András Réz (n. 1951), traducător, critic de film, scenarist;

## S
- Éva Schubert (1931 - 2017), actriță, regizor;
- Lilly Steinschneider (1891 - 1975), aviator;
- Éva Székely (1927 - 2020), înotătoare olimpică;
- Endre Szemerédi (n. 1940), matematician.

## Ș
- Mariana Șora (n. 1917 - 2011), scriitoare, eseistă.

## T
- Paul Tabori (1908 - 1974), scriitor;
- Dezső Tandori (1938 - 2019), scriitor;
- Tera Bond (1978 - 2017), actriță porno;

## V
- Aba Novak Vilmos (1894 - 1941), pictor și grafician;

## Persoane al căror nume este legat de Budapesta
- Károly Eötvös (1842 - 1916), jurist, avocat, om politic, parlamentar, scriitor;
- Géza Szávai (n. 1950), romancier născut în Ținutul Secuiesc.